# Pere Gascó
Pour les articles homonymes, voir Gasco.
Pere ou Perot Gascó (né à Vic entre 1502 et 1505 - mort en 1546 dans la même ville) est un peintre espagnol de la Renaissance.
Fils du peintre navarrais installé à Vic Joan Gascó, les sources attestent de son activité au sein de l'atelier familial à partir de 1523. Il y assume des responsabilités de plus en plus importantes, et en prend la tête de la mort de son père en 1528 jusqu'à la sienne propre en 1546 (il est enterré le 12 juillet à Vic). L'atelier des Gascó reçoit à partir des années 1520 les principales commandes de retables et tableaux de la comarque d'Osona et des environs. Il utilise la peinture à l'huile, incorpore des personnages et des modèles tirés d'estampes xylographiques de Martin Schongauer et Albert Dürer. Pere, qui s'est peut-être formé auprès d'Ayne Bru à Barcelone, ajoute à cela un recours fréquent à la perspective (comme dans la Six résurrections devant les reliques de saint Étienne, panneau provenant du retable principal de l'église paroissiale de La Vall d'en Bas (comarque de la Garrotxa), aujourd'hui exposé au Musée national d'art de Catalogne).
Sa collaboration avec son père a particulièrement été étudiée dans Saint Barthélémy détruisant les idoles, seul panneau subsistant du retable de la chapelle de saint Barthélémy dans l'hôpital des pèlerins de Vic, commandé en 1525 (aujourd'hui exposé au musée épiscopal de Vic).